# Monica Pariante
Monica Pariante (Napoli, 20 giugno 1962) è un'attrice, doppiatrice, dialoghista e direttrice del doppiaggio italiana.

## Biografia
Ha debuttato in teatro da ragazza nella compagnia di Eduardo De Filippo, ha studiato chitarra classica e canto coi maestri Amedeo Pariante ed Eduardo Caliendo e si è diplomata all'Accademia nazionale d'arte drammatica Silvio D'Amico di Roma. Come doppiatrice lavora soprattutto a Milano e saltuariamente a Roma. Svolge anche l'attività di drammaturga e regista teatrale.

## Teatro
- Questi fantasmi!, testo e regia di Eduardo De Filippo
- Le voci di dentro, testo e regia di Eduardo De Filippo
- Filumena Marturano di Eduardo De Filippo, regia di Marco Ceso Bona
- Una losca congiura di Barbariccia contro Bonaventura di Sto, regia di Franco Passatore, musiche di Gino Negri (1979-1980)
- Dialoghi con Leucò di Cesare Pavese, regia di Aldo Trionfo (1980)
- C'era folla al castello di Jean Tardieu, con Alvia Reale e Franca D'Amato (1980)[1]
- Labirinti scespiriani, regia di Aldo Trionfo e Lorenzo Salveti (1981)
- Incantesimi e magie, regia di Aldo Trionfo e Lorenzo Salveti (1982)
- Teatro Grand Guignol, regia di Pino Quartullo (1985)
- Deus ex machina di Woody Allen, regia di Pino Quartullo (1985)
- Non mi voglio lamentare, non mi voglio lamentare, testo e regia di Monica Pariante e Isabella Zucco (1987)[2]
- Donne, donne eterni dei!, regia di Monica Pariante (2001)
- La troppia (Tre per una coppia è troppo) di Giovanna Biraghi e Monica Pariante, regia di Monica Pariante (2004-2005, 2013)[3]
- Gli scoppiati di Monica Pariante e Giovanna Biraghi, regia di Monica Pariante (2013)[4]
- La Musica Deuxième di Marguerite Duras, con Elisabetta Spinelli (2018)[5]
- Fermenti lattici di Giovanna Biraghi, Ester Palma e Monica Pariante, regia di Monica Pariante (2019-2021)[6]

## Filmografia
- Flirt, regia di Roberto Russo (1983)[7]
- Così parlò Bellavista, regia di Luciano De Crescenzo (1984)
- Il mistero di Bellavista, regia di Luciano De Crescenzo (1985)
- Cri Cri - serie TV, episodio 2.24 (1990)
- Doppio, regia di Eric Alexander (2007)[8]

## Doppiaggio

### Cinema
- Catherine Keener in Genova - Un luogo per ricominciare
- Marcia Gay Harden in Detachment - Il distacco
- Frances Conroy in Shelter - Identità paranormali
- Geraldine Chaplin in Parc
- Imelda Staunton in Rat
- Susan Sarandon in Il temerario (ridoppiaggio)
- Camryn Manheim in Slipstream - Nella mente oscura di H.
- Daryl Hannah in Big Empty - Tradimento fatale
- Whoopi Goldberg in Homer & Eddie
- Mary Pat Gleason in Wristcutters - Una storia d'amore
- Esme Melville in Meno male che c'è papà
- Wendy Anderson in Tideland - Il mondo capovolto
- Sara Deakins in Il dottor Dolittle 5
- Taylor Sheppard in Denti
- Caroline Aaron in Amy's O
- Valerie Perrine in La banda del porno - Dilettanti allo sbaraglio!
- Carola Regnier in Camminando sull'acqua
- Hanna Schygulla in L'amore è più freddo della morte
- Elise Larnicol in Finché nozze non ci separino
- Glenda Farrel in La maschera di cera
- Corinna Harfouch in Berlin Calling
- Rita Cortese in Sottosopra
- Josiane Balasko in Travolti dalla cicogna
- Luo Yan in Pavillion of women
- Anna Van Der Herwe in Corsa per la vittoria
- Anna Maria Orsford in Due sballati al college
- Julia Gutiérrez Caba in Con gli occhi dell'assassino
- Anita Pallenberg in Go Go Tales
- Vanity in Omicidio nell’ombra
- Isabella Rossellini in Pollo alle prugne
- Ariane Ascaride in La gazza ladra

### Film d'animazione
- Tiffany in SpongeBob - Amici in fuga

### Serie e film TV
- Camryn Manheim in Un amore di candidato
- Julie Newmar in Supereroi per caso - Le disavventure di Batman e Robin
- Candace Kita in Masked Rider - Il cavaliere mascherato
- Rosie O'Donnell in Nip/Tuck
- Whoopi Goldberg in Hell's Kitchen
- Jane Seymour in Harry Wild - La signora del delitto

### Soap opera e Telenovelas
- Joan Van Ark e Judith Chapman in Febbre d'amore

### Serie animate
- Bella Lasagna in Sam il pompiere (serie del 2004)
- Signorina Meany in Picchiarello
- Debbie la prostituta in The Life & Times of Tim
- Peg Puppy in T.U.F.F. Puppy
- Bernice Bobo in Tripping the Rift
- Rosebud in Camp Lakebottom

### Videogiochi
- Penelope in Sly 3: L'onore dei ladri e Sly Cooper: Ladri nel Tempo
- Illaoi in League of Legends
- Crazy Clara e Computer Wati in Dreamfall: The Longest Journey[9]
- Gerde in Gabriel Knight 2: The Beast Within[10]
- Estelle Stiles in Gabriel Knight 3: Il mistero di Rennes-le-Chateau[11]
- Sergente Hammer in Heroes of the Storm[12]
- Lansra in Horizon Zero Dawn[13]